# آیالا مالز
آیالا مالز (انگلیسی: Ayala Malls) شرکت خرده‌فروشی فیلیپینی است، که در سال ۱۹۸۸ توسط شرکت آیالا کورپوریشن تأسیس شد.